# Мшана (річка)

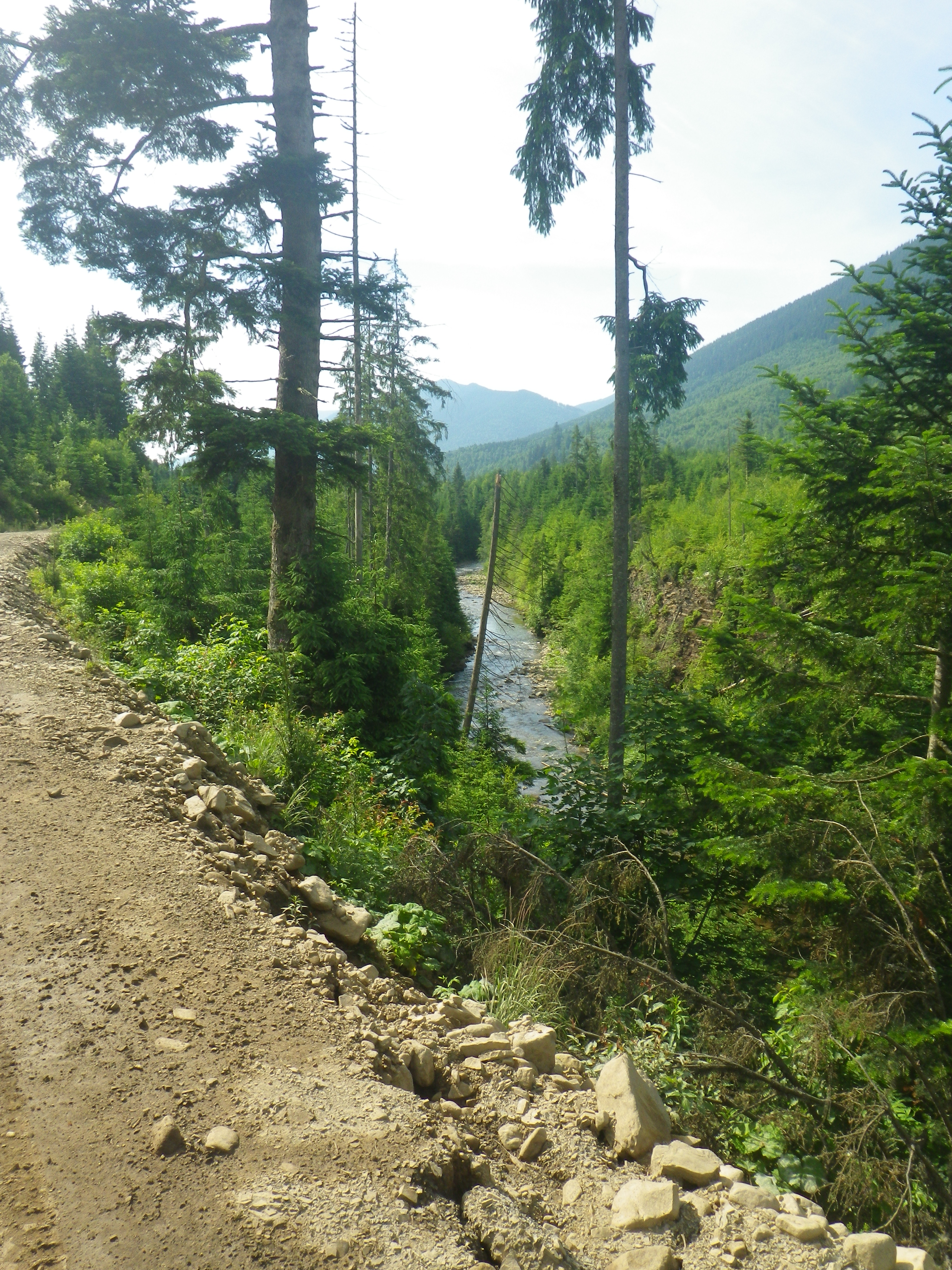
р. Мшана в районі схилів г. Яйко Перегінське

Мша́на — річка завдовжки 12 км на території Рожнятівського району Івано-Франківської області. Протікає між масивом хребта Аршиця та г. Молода.

## Загальна інформація
Мшана бере початок з пол. Мшана, що між г. Ґорґан-Ілемський та г. Яйко-Ілемське, і тече на південний схід, приймаючи праву притоку — р. Росохан. Русло річки кам'янисте, береги обривисті. Біля Мшанського лісництва, за 6 км від с. Осмолода, впадає в р. Молода.